# Gouramangi Singh
Gouramangi Singh Moirangthem (Imphal, 25 de janeiro de 1986) é um ex-futebolista indiano que jogava como zagueiro. Atualmente é auxiliar-técnico do FC Goa.

## Carreira em clubes
Formado pela TFA (Tata Football Academy), Singh defendeu Mohun Bagan, Mahindra United, Sporting Goa, Churchill Brothers, Prayag United, Rangdajied Un|ited, Chennaiyin, Bharat (por empréstimo), Pune City, DSK Shivajians e NEROCA, onde se aposentou em 2018.
Em 2010, passou por testes no Melbourne Heart (atual Melbourne City), e embora tivesse impressionado os dirigentes da equipe australiana, não assinou contrato ao saber que não teria muitas chances no elenco, voltando ao seu país em seguida.
Tendo o desarme como ponto mais forte, conquistou uma edição da National Football League (2005–06), uma I-League (2008–09, sendo também eleito o melhor defensor da competição) e uma Copa da Federação (2005–06)

## Carreira internacional
Após defender as equipes Sub-20 e Sub-23, Singh estreou pela seleção principal da Índia em novembro de 2006, contra o IIêmen, pelas eliminatórias da Copa da Ásia de 2007. Seu primeiro gol foi no Campeonato da SAFF de 2008, na vitória por 1 a 0 sobre as Maldivas.
Pelos Tigres Azuis, disputou a Copa da Ásia de 2011, onde a Índia foi eliminada na primeira fase. Encerrou a carreira internacional com 71 partidas disputadas (quarto jogador com mais jogos, empatado com I. M. Vijayan) e 6 gols marcados, vencendo a AFC Challenge Cup em 2008.

## Pós-aposentadoria
Um ano após deixar os gramados, trabalhou como auxiliar-técnico do Bengaluru United e, desde julho de 2022, exerce a mesma função no FC Goa.

## Títulos
Mahindra United
- National Football League: 2005–06
- Copa da Federação: 2005–06

Churchill Brothers
- I-League: 2008–09

Seleção Indiana
- AFC Challenge Cup: 2008
- Campeonato da SAFF: 2011
- Nehru Cup: 2007, 2009,[13] 2012

### Individuais
- Jogador do ano da Federação de Futebol da Índia: 2010[14][15]
- Melhor defensor da I-League de 2008–09